# ایرینا چاکرابورتی
ایرینا چاکرابورتی (روسی: Ирина Чакраборти؛ زادهٔ) دانشمند اهل روسیه است.
وی همچنین برندهٔ جوایزی همچون ۱۰۰ زن بی‌بی‌سی شده‌است.